# Бабагануш

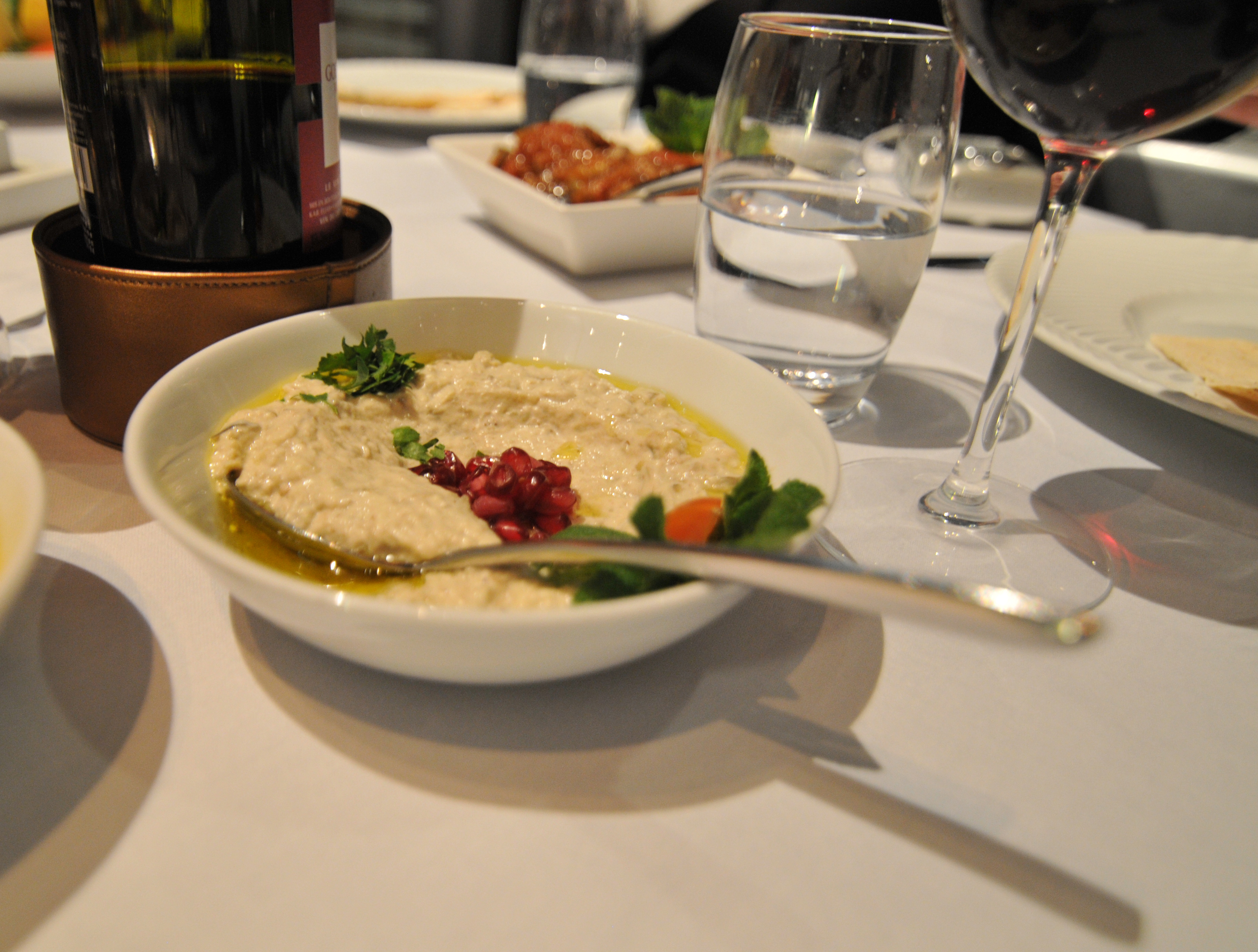
Баба гануш, з гранатом та зеленню

Баба гануш, або баба ганудж (ар. بابا غنوج) (в інших транскрипціях: баба гануг, баба гануж) — популярна страва близькосхідної кухні, закуска, що складається головним чином з пюреподібних готових баклажанів, змішаних з приправами (наприклад, з кунжутною пастою, оливковою олією, лимонним соком). Баклажани попередньо запікаються або смажаться над вогнем або вугіллям, і таким чином м'якоть стає м'якою і набуває запаху гриля.
У кухнях різних народів світу існує безліч схожих страв: баклажанні салати та баклажанна ікра.